# 聖戦記エルナサーガ
『聖戦記エルナサーガ』（せいせんきエルナサーガ）は、堤抄子による日本の漫画作品。

## 概要
『月刊Gファンタジー』（エニックス（現：スクウェア・エニックス））にて、1993年から1999年まで連載された。単行本は全13巻。2002年に新装版全8巻が同出版社より発売。それと同時に、『月刊Gファンタジー』誌上において続編となる『聖戦記エルナサーガII』を連載する（2006年連載終了）。
世界（ギムレー）に存在する三大国（アンサズ・グードランド・アーサトゥアル）を主な舞台とするファンタジー漫画である。

## 主な登場人物
エルナ
主人公。アーサトゥアルの姫。先王の弟ヴェスタルの娘。全ての人間が魔法を持つ世界で、唯一魔法を持っておらず、そのため神の加護無き闇の姫御子と呼ばれている。そのため攻撃系を除くほぼ全ての魔法の効果を受け付けず、治療魔法も効かないため従来の人々と異なり重傷を負っただけでも死ぬ可能性がある儚い存在とされている。
心優しい性格で、戦争で多くの人間が死んでいっている現実に心を痛めつつも、何も出来ない自分の立場を歯痒く思っている。
魔法がないため、魔法を持つ人間が触れると体内の魔法と反応して使用者を破壊してしまう封魔呪の武具を扱える。その特性から、ギムレーを守っている絶対封魔剣の聖剣（グランテイン）を抜く事が可能とされている。
アーサトゥアルは、アンサズとの戦争で敗北が続いていることから、エルナに聖剣を抜く役目を与え、世界を脅す道具にしようとしている。
シャールヴィ
アンサズの第9王子。強大な威力を持つ『雷撃』（ソールスラーグ）を得意とする。強大な魔法と、巨大な斧を軽々と振り回す怪力を持ち合わせ、常に戦場に立って戦い凄まじい戦果を挙げていることから、不死身のシャールヴィの異名を持つ。王子とはとても思えないような粗野で豪快な性格だが、兵士達からは慕われている。
アーサトゥアルの恐るべき計画を耳にして、その計画を阻むために単身アーサトゥアルに乗り込んで、エルナを暗殺しようとする。しかし、暗殺に失敗したシャールヴィは、エルナを人質としてアンサズに連れ帰り、エルナの居場所を公にすることでアーサトゥアルの計画を潰すよう方針を転換する。
エルナをアーサトゥアルから攫ったシャールヴィは、一路アンサズを目指す。
ヴァーリ
アーサトゥアルの大魔道士（プレスト）。表向きはアーサトゥアルの大魔道士だが、その正体はフレースヴェルグの使い魔となって甦ってきたエルナの異母兄。先の王弟ヴェスタルの第一子でありアーサトゥアルの王子。生まれ持った才能と圧倒的な魔力持つことに不安を感じたエイナルの謀略により母親共々魔境に追放されていた。魔境で命を落としてしまうが、フレースヴェルグの使い魔となり不死の体を得て世界に復讐する為に戻ってきた。
エイリーク
アーサトゥアルの王子。先王エイナルの息子で次期国王。物語開始時点では、父の喪に服しているため、まだ王位には就いていない。
エルナとは従妹の間柄である。光の王と呼ばれ、強力な魔法を数多く使いこなす。しかし、現在アーサトゥアルは主立った王族がエルナとエイリークの2人のみとなってしまっており、彼が戦場に出てくることはない。
国民からの尊敬を一身に集めているが、家臣からは敬われつつも実際には軽んじられており、実権を行使する事が出来なくなっている。後にアンサズとの戦争を終わらす為に家臣の制止を振り切ってアンサズに親書を送ろうとしたが、ヴァーリによって阻止されてしまう。戴冠式にヴァーリからの受領を拒みヴァーリに魔法戦を挑むが圧倒的な魔力に敗れ実権を全て失ってしまう。
ラヴァルタ
グードランドの女騎士。祖国の命を受け、世界を危機に陥れるエルナを暗殺するために、転移魔法によって仲間と共にアーサトゥアルに送り込まれた。しかし、アーサトゥアルの用意した囮の罠にかかり、誤ってエルナの身代わりの娘を暗殺してしまう。
エルナの身代わりの娘に対して、人を使い魔にする魔法を使うという禁忌を犯す。蘇ったエルナの身代わりの娘を使役しエルナを狙わせるも失敗に終わり、命令に疑問を抱く。陰ながらエルナ達の動向を追い、心を動かされていくなか祖国からは裏切り者と見なされてしまい思い悩むが、人々の為に戦うエルナの志しに胸打たれ騎士となることを志願した。
アースムンド
アーサトゥアルからの追っ手に追われて、エルナ達が逃げ込んだ教会の修道士（ムンキュル）。シャールヴィに不意を突かれても返り討ちにすることが出来るだけの武の才能を持ち、強力な魔法も操る。エルナの出生の秘密を知っている。
ラタトスク
盗賊団“火蜥蜴の爪”に所属する下っ端の盗賊。かつては戦争を利用し自分達が儲けることだけを考えていたが、エルナ達に出会って考えを変え、火蜥蜴の爪を離れる事となる。
シグルーン
魔法が弱いとされるドヴェルグ族の娘。ヴァーリによって行われた闇の姫御子を生み出す儀式のため、姉を失う。その儀式をエイリークが主導していると誤解し、エイリークを恨むこととなる。偶然城に潜り込んだシグルーンは、そこでエイリークの姿を見て激昂し、素手で彼に襲いかかるも警護の兵士に捕縛される。大罪ということで、その場で処刑されかけたが、シグルーンが武器を帯びない一般人である事をエイリークが察して処刑を止めたため、放免される。
その後、偶然からアトリの家に居候して、エイリーク暗殺の機会を待つ事となる。
フレースヴェルグ
魔獣。かつて世界を滅ぼそうとしたが、一人の勇者に倒された。しかし、未だ魔風を吐き続け、世界を脅かしている。絶対封魔剣の聖剣（グランテイン）によって封印されていると伝えられており、聖剣が抜かれると復活すると考えられている。そのため、アーサトゥアルはエルナに聖剣を抜く役目を与え、世界に対する生殺与奪の権利を握ることで、覇権を唱えようとしている。

## 世界
古代の北欧世界を参考にした世界観を持っている。アーサトゥアル、アンサズ、グードランドの三国が強大な力を持っているが、それ以外に多くの国が成立している。
ギムレー
1巻冒頭解説によれば、「古の勇者が山頂に突き立てた聖剣によって魔風が分けられ、その風下に生まれた土地」とされている。
アンサズ
国王と9人の王子が治めていた。第9王子シャールヴィがエルナの誘拐に赴いたが、帰還を待つことなく最後にはアーサトゥアルに滅ぼされた。
グードランド
1人の女王が治める、女性騎士団を擁する国。アンザスと同じくエルナの力を利用しようとして当初は誘拐を画策、後に自国領へ迎えエルナに味方した。
アーサトゥアル
エルナ、エイリークの祖国、光の王が治める国。物語中盤より闇の姫御子を作り出すための人体実験を繰り返していたことが幾度も描写される。
修道院
三大強国に属さない教皇を首長とする宗教国。物語中盤では教皇個人の保身のための欲望によりエルナを拉致し利用しようとした。後にアースムンドの決死の行動により前教皇は死亡し、新しい教皇が即位したことにより物語終盤では世界樹の陰へ民衆を避難させるなどのエルナの意志の代行を行う。

## 歴史
神々の時代 - ギムレー期までが本作の時代である。

## 魔法
この世界では、基本的に全ての人間が魔法を使える。一般の兵士が魔法で敵を攻撃したり、子供が魔法を使用して高いところから飛び降りたり、盗賊が治癒呪文を使えると発現する描写がある。ただ、魔法の強さには個人差があり、遺伝が大きく関係する。
世界の王族は、非常に強い魔法を持ち、その力でもって国民を守ってきた。そのため、王族でありながら魔法を一切使えないエルナは、非常に特異な存在である。
魔法の使用方法は、基本的に決まった呪文を詠唱し、さらに掌相と言って両手で複雑な印を作る事で発動する。他に、札を使用したり、道具を使用したり、身体に刺青として彫り込んだりする魔法もある。

### 魔法の一覧（一部）
雷撃（ソールスラーグ）
雨雲を呼び、広範囲に雷を落とす魔法。敵軍を一気に壊滅させる事すら可能。使用後は、雨雲が残るために雨が降る事が多い。莫大な魔法力を費やす為、王族でなければ使えない。
雷牙（ソールビータ）
手のひらに電気を集め、それを相手に押し当てる事で破壊する魔法。敵の妨害を避けながら詠唱・掌相を続けなければいけない為使い方が難しい。格闘も得意なシャールヴィだからこそ使いこなせる魔法と言えるだろう。
炎箭（エルドクヴァスト）
無数の火の玉を作り、敵にぶつける魔法。呪文の最後に『発弾』（ゲ・フィーア）と唱える事で発動する。発弾まで、火の玉を空中に留めておいたり、別の火の玉を利用する呪文に切り替えたり出来る。
治癒呪文（クーア）
傷を癒す魔法。
陣風竜（イルドラーク）
強い突風で敵を吹き飛ばす魔法。短呪系最強の魔法であり、城門を撃ち抜くほどの破壊力がある。
転移魔法
対象を一気に別の場所へと瞬間移動させる魔法。莫大な魔法を消費するため数十人もの魔道師が必要で、戦争中は魔法の節約のためにあまり使用される事はない。